# بیمارستان بنکستون لیدکام
بیمارستان بنکستون لیدکام (به انگلیسی: Bankstown Lidcombe Hospital) بیمارستانی در شهر سیدنی کشور استرالیا است که در سال ۱۹۹۶ میلادی ساخته شده و دارای ۴۵۴ تخت است.